# Piezodorus guildinii
Piezodorus guildinii  es una especie de hemíptero heteróptero de la familia Pentatomidae, distribuido por Centro, Sudamérica y África Occidental. Comúnmente se la conoce como chinche verde pequeña (el adulto mide de 8 a 10 mm de largo) o chinche de la alfalfa, de acuerdo a uno de sus principales hospederos.
En el Cono Sur es la principal chinche de las leguminosas, incluyendo leguminosas forrajeras y soja, siendo la principal plaga de esta última provocando daños que dependen de la población de chinches así como de la etapa de desarrollo en que se encuentre el cultivo.

## Características
Sus características morfológicas incluyen: tegumento verde claro con reflejos blancos que tienden al amarillo al final de su ciclo vital. Su cabeza es pequeña y triangular con antenas verdosas. El pronoto posee una banda horizontal de color pardo rojizo en el margen posterior. Los hemiélitros tienen membranas incoloras y corion con una pequeña mancha negra; sus patas son verdes. 

## Historia natural
Durante el proceso de alimentación, las chinches introducen el aparato bucal en el interior de las semillas succionando su contenido y alterando sus características. Cuando se dan ataques intensos en los periodos de formación de vainas y llenado de grano, la producción y calidad de los mismos se ve fuertemente afectada tanto por el aborto de las flores, vaneo de vainas, no formación de grano o disminución de su peso y contenido de aceite y proteína. Además del daño mecánico, pueden actuar como vectores para la transmisión de hongos parásitos a la semilla. Se ha identificado otro tipo de daño reputado a Piezodorus guildinii, el cual se conoce como retención foliar y se caracteriza porque no se desprenden las hojas a pesar de que las vainas se encuentren maduras, dificultando su recolección mecánica. 
El adulto vive de 2 a 3 meses; la hembra pone de 15 a 20 huevos por postura en dos hileras paralelas sobre vainas, aunque también puede hacerlo sobre hojas y tallos. Los huevos tienen forma de barril y son de color negro o gris oscuro con una banda transversal blanquecina, su corion es reticulado y pubescente. La eclosión se da generalmente a los 7 días, permaneciendo los emergidos en estado ninfal por 21 a 30 días, pasando en ese periodo por cinco estadios, el primero de los cuales dura 4 días y se caracteriza porque las ninfas permanecen ubicadas cercanas a la postura. En los dos primeros estadios las chinches son gregarias y no causan daño, pero a partir del tercero que comienzan a alimentarse intensamente y a dispersarse.
Es el pentatómido de más difícil control, ya que son pocos los insecticidas efectivos y a veces exigen dosis elevadas. Uno de tales insecticidas es el (organoclorado), el cual genera problemas ambientales debido a la residualidad de sus componentes.